# إلسي كوخ
إلسي كوخ (بالألمانية: Ilse Koch) (22 سبتمبر 1906 - 1 سبتمبر 1967) - زوجة «كارل اوتو كوخ» أمر معسكر اعتقال «بوخنوالد» ومن أوائل النساء التي يتم محاكمتهن بسبب جرائم حرب الحرب العالمية الثانية.

## بدايتها
بنت وديعة ولطيفة ابان دراستها الابتداية في مدينة «دريسدن» الألمانية من أب يعمل كمشرف وردية في أحد المصانع وفي سن 15 التحقت بالمدرسة لتتعلم المحاسبة المالية والتحقت بالعمل ككاتبة بيانات في الوقت الذي لم تتعافى فيه ألمانيا من ازمتها المالية بعد الحرب العالمية الاولى. وفي عام 1932 التحقت بالحزب النازي الألماني وفي عام 1934 وعن طريق بعض الاصدقاء التقت ب «كارل اوتو كوخ» والتي أصبحت زوجته بعد سنتين من لقائهما.

## جرائم الحرب
في عام 1936 عملت في أحد معسكرات الاعتقال قرب مدينة «برلين» حيث ترأس المعسكر انذاك خطيبها «كارل اوتو كوخ» وفي العام التالي انتقلت إلى معسكر «بوخنوالد» حيث ترأس المعسكر زوجها. في عام 1940 قامت بتشييد صالة ألعاب داخلية كلفت 62,500 دولار وجل المبلغ الانف حصلت عليه بالاستيلاء على ممتلكات السجناء، وفي عام 1943 القت الشرطة الألمانية القبض عليها وزوجها بتهمة الثراء الغير مشروع والاختلاس وقتل السجناء بهدف اخراسهم من الادلاء بشهاداتهم، حكمت المحكمة النازية باعدام زوجها وسجنها حتى عام 1944 واطلاق سراحها لعدم كفاية الادلة.

## فضائعها
كانت تهوى امتطاء حصانها وسط معسكر الاعتقال ووسط المساجين والتقاط أحد المساجين عشوائيا ثم جلده لاشباع رغبة لديها، كما انها كانت تهوى جمع مصابيح المكتب الجانبية والتي بعضها مصنوع من جلود المعتقلين في معسكرات الاعتقال كما انها تهوى جمع الرؤوس البشرية المقلصة.

## نهايتها
بعد إطلاق سراحها بعد محاكمتها الأولى، القت السلطات الألمانية الغربية القبض عليها للمرة الثانية بعد انتهاء الحرب العالمية الثانية وتمت محاكمتها وادانتها وحكمت المحكمة بسجنها مدى الحياة، وفي عام 1967 قتلت نفسها مشنوقة في السجن عن عمر ناهز ال 60 عام.

## مرجع
- إلسي كوخ من الموسوعة الإنجليزية
- إلسي كوخ من موقع «اشوتز»

## روابط خارجية
- إلسي كوخ على موقع الموسوعة البريطانية (الإنجليزية)
- إلسي كوخ على موقع مونزينجر (الألمانية)